# Tilga (Elva)
Tilga – wieś w Estonii, w prowincji Tartu, w gminie Elva.